# R-1 (míssil)

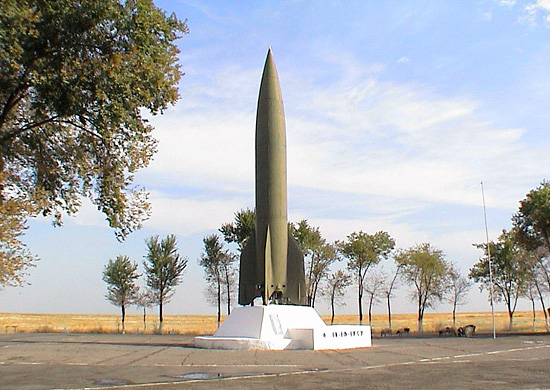
Um míssil R-1 russo.

O R-1 (em russo: Р-1 de Pакета-1 ou "Foguete-1"), foi um míssil balístico de curto alcance desenvolvido e utilizado pela União Soviética logo após a Segunda Guerra Mundial. Conhecido localmente como "Volga", a sua designação GRAU era 8A11, a designação da Otan do míssil era SS-1 Scunner.
Esse míssil foi completamente baseado no míssil A-4 alemão, ele se diferenciava do original por alguns motivos: a diferenças no material empregado; a falta de amostras sólidas do V-2; melhorias e simplificações no desenho e no processo de fabricação. O projetista chefe responsável pelo desenvolvimento desse míssil foi Sergei Korolev.

## Características
Nas condições de celeridade imposta, devido a requisitos estritos para o tempo de desenvolvimento e o desejo de Hitler de aumentar o volume de bombardeio de Londres, o desenvolvimento do foguete V-2 por Wernher von Braun, teve muitas deficiências - 20% dos mísseis montados foram rejeitados, metade dos mísseis lançados explodiu imediatamente após o lançamento, e o desvio do alvo foi de cerca de 10 km. Portanto, ao recriar o V-2, foi necessário analisar as deficiências identificadas durante os lançamentos e levá-las em consideração ao trabalhar na versão soviética do foguete R-1, e só depois colocá-los em serviço.
O R-1 foi uma modificação do V-2. Seu alcance não era de 250, mas de 270 km. Outros materiais foram usados, por exemplo: aço de 87 graus e mais 59 metais não ferrosos foram usados no foguete alemão, enquanto no R-1 o aço era de 32 graus e apenas 21 metais não ferrosos foram empregados.

## Antecedentes

Diagrama do míssil R-1.

Em 1944, o atraso da URSS em relação à Alemanha no desenvolvimento de foguetes e aeronaves a jato foi claramente indicado. O lançamento da série de caças a jato Me-262, o início do bombardeio de Londres com mísseis de cruzeiro V-1 e o surgimento de dados de inteligência sobre testes bem-sucedidos e preparação para uso em combate do míssil balístico V-2 forçaram a liderança soviética a prestar cada vez mais atenção a esses novos tipos de armas. Os sucessos estáveis das tropas soviéticas nas frentes de batalha e o estabelecimento do trabalho geral da indústria militar após o período mais difícil de evacuação e expansão da produção permitiram alocar recursos para a reorganização do trabalho na tecnologia de jatos e foguetes. Em 18 de fevereiro de 1944, o Conselho do Comissariado do Povo emitiu uma resolução "Sobre o trabalho do Instituto Estatal de Tecnologia a Jato ..." com a redação sobre "a situação intolerável na qual se encontrava o desenvolvimento da tecnologia a jato na URSS". O Instituto Estatal de Tecnologia a Jato, organização matriz no assunto, foi transferido da subordinação direta do Conselho de Comissários do Povo para o NKAP sob o nome de "NII-1" e foi liberado de vários trabalhos secundários.
Em 13 de julho de 1944, Churchill enviou uma carta a Stalin com um pedido para ajudar a encontrar amostras de foguetes V-2 alemães para estudá-los a fim de combater seus lançamentos planejados em Londres. Segundo informações de inteligência da Grã-Bretanha, testes de mísseis foram realizados perto da cidade de Dębica (leste da Polônia), que estava no caminho da ofensiva soviética durante a operação Lviv-Sandomir que havia começado. Um grupo de especialistas em foguetes do NII-1 partiu para a Polônia. Embora uma grande expedição tenha sido montada e informações de residentes britânicos tenham sido usadas para a busca, pela primeira vez o foguete V-2 (no local de sua queda durante o teste) foi descoberto casualmente por guerrilheiros poloneses armados com velhos rifles de caça. Posteriormente, inclusive com a ajuda de documentos da inteligência britânica, foram encontrados locais de lançamento de mísseis e muitos destroços. No entanto, nem mísseis inteiros nem equipamentos de controle foram encontrados. O grupo concluiu o trabalho em novembro de 1944. A decisão dos líderes do NKAP Shacurin e Dementiev, que se seguiu aos resultados do trabalho, atribuiu a questão dos mísseis da competência da indústria da aviação à jurisdição do Comissariado do Povo para Armamentos da URSS, o que foi o início de uma estrita separação e um conhecido período de competição entre armas de mísseis e aviação nas Forças Armadas da URSS. Os especialistas do NKAP continuaram trabalhando na Alemanha, inclusive coletando informações sobre mísseis.
Mesmo antes do final da Segunda Guerra Mundial, tanto Estados Unidos quanto União Soviética já buscavam informações sobre o míssil A-4. Em Maio de 1945, os Estados unidos, lançaram a "Operação Overcast", mais tarde Operação Paperclip para localizar e recrutar especialistas alemães na área de foguetes. Como resultado, 492 especialistas e 644 membros de suas famílias foram extraditados para os Estados Unidos, juntamente com toneladas de material, inclusive 100 foguetes V-2 completos.
Imediatamente após a rendição da Alemanha, a fábrica "Mittelwerk", localizada nas montanhas da Turíngia, onde o V-2 foi construído, estava sob o controle das forças aliadas. Os americanos retiraram cerca de 100 toneladas de espólio de guerra (mísseis, motores, peças de reposição). O projetista chefe, Wernher von Braun, com um grupo de funcionários importantes, se rendeu voluntariamente ao lado americano. Um contingente importante de cientistas, engenheiros e técnicos de foguetes alemães estavam estacionados na zona de ocupação americana e receberam uma oferta para trabalhar nos Estados Unidos, aceitando-a prontamente. Dois meses depois, de acordo com acordos internacionais, a Turíngia ficou sob o controle da URSS. A União Soviética obteve exemplares de produção sem documentação técnica, peças individuais de mísseis sem desenhos e cálculos. Parte da documentação e partes espalhadas dos mísseis foram posteriormente encontradas em vários locais do território ocupado. Por iniciativa própria, especialistas destacados organizaram o "Instituto Rabe" (de Raketenbau) em Bleicherode, que se dedicava à coleta e estudo de desenvolvimentos em mísseis.
Em Agosto de 1945, a União Soviética criou um grupo apelidado de "Grupo Tiro", liderado por Sergei Korolev, que iniciou as buscas pela V-2. Como resultado desse esforço, e seus desdobramentos, foram reativadas as fábricas da V-2 na Alemanha Oriental ocupada. O objetivo inicial desse grupo era promover lançamentos da V-2 na Alemanha, mas depois de um certo tempo e com os desenhos perdidos para os americanos recriados, todo o esforço foi transferido para a União Soviética. Com isso, uma enorme quantidade de técnicos, engenheiros e cientistas alemães, liderados por Helmut Gröttrup, e seus familiares (cerca de 5.000 pessoas) foram transferidos para a União Soviética, incluindo doze exemplares do V-2 recuperados nas fábricas alemãs.
Em meados de 1946, a fim de combinar os esforços do "Grupo Tiro", do "Instituto Rabe" e de outras organizações relacionadas a mísseis em território alemão, o Ministro de Armamentos da URSS Dmitri Ustinov aprovou a criação de dois institutos: o Nordhausen (para mísseis balísticos) e o Berlim (todos os outros) . Especialistas soviéticos continuaram a trabalhar neles. Decidiu-se recrutar especialistas alemães altamente qualificados, não necessariamente cientistas de foguetes; no total, cerca de 5 mil pessoas concordaram em trabalhar para a URSS (enquanto na Alemanha). Foi possível atrair alguns dos principais desenvolvedores de mísseis da zona americana, em particular especialistas em sistemas de controle e orientação automática Helmut Gröttrup, Kurt Magnus e Hans Hoch. É possível que o projetista dos motores de foguete V-2, o médico-engenheiro Kurt P., mencionado por Lev Kopelev em suas memórias "Manter para sempre" como companheiro de cela na prisão de Butyrka, tenha participado da criação do foguete R-1 e suas modificações subseqüentes.
Em 13 de maio de 1946, o Conselho de Ministros adotou uma resolução sobre o estabelecimento de centros de pesquisa para as necessidades da tecnologia de foguetes. De acordo com o decreto, o Ministro de Armamentos Dmitri Ustinov estabeleceu o instituto de pesquisa principal - NII-88. Sob o Ministério da Indústria da Aviação, foi alocada uma base - NII-456 e uma planta experimental, onde foi criado um bureau de projetos experimentais para motores de foguetes, sob a liderança de Valentin Petrovich Glushko. Para o bureau de projetos para o desenvolvimento de complexos de lançamento, foram alocadas as capacidades da planta "Kompressor", Vladimir Pavlovich Barmin tornou-se o projetista chefe. O Ministério da Indústria de Comunicações criou o NII-885, com o projetista chefe Mikhail Sergeevich Ryazansky à frente. O Ministério da indústria de construção naval criou um instituto para giroscópios (NII-10), tendo como projetista chefe, Viktor Ivanovich Kuznetsov.

## Histórico

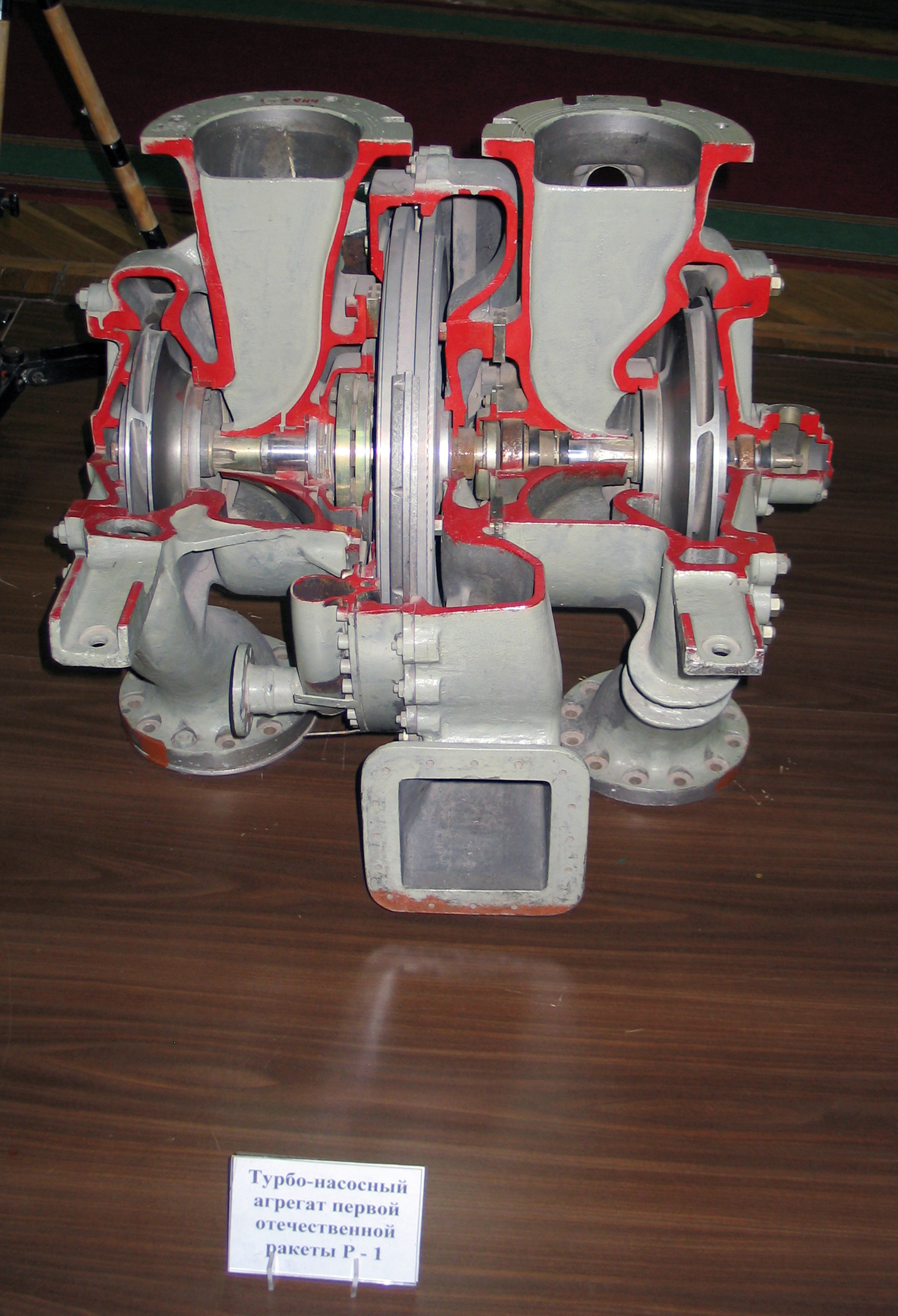
Visão em corte do turbocompressor do motor RD-100 usado no R-1.

Em meados de 1946, foi organizada toda a linha de pesquisa, desenvolvimento e produção de mísseis na União Soviética, com o intuito de fabricar uma "versão local" do V-2, o míssil R-1. Para levar a cabo essa intenção, foi criado o Centro de Pesquisas NII-88 em 13 de Maio de 1946. Em 9 de agosto daquele ano, Ustinov assinou a Ordem nº 83-K: que definiu Sergey Korolev como o gerente geral do projeto "produto número 1" do NII-88.
Mais de 150 especialistas alemães chegaram ao NII-88 da Alemanha, que junto com suas famílias somavam cerca de 500 pessoas., tendo como gerente geral Sergei Korolev.
Em Abril de 1947, Stalin autorizou a produção do míssil R-1. Entre 18 de Outubro e 13 de Novembro de 1947, foram lançados onze foguetes V-2, a partir da base de lançamento de Kapustin Yar. Entre 11 de Setembro e 5 de Novembro de 1948, foram executados testes em voo da primeira série de mísseis R-1. O primeiro míssil R-1 que obteve sucesso, foi lançado em 17 de Setembro de 1948, na terceira tentativa.

O significado histórico dos mísseis A-4 e R-1 não pode ser subestimado. Este foi o primeiro avanço em um campo completamente novo da tecnologia.
— Acadêmico B. E. Chertok
Pelo fato de o álcool etílico ser o combustível do foguete, um dos generais de combate, tendo se familiarizado com ele, disse:

O que você está fazendo? Despeje mais de quatro toneladas de álcool no foguete. Sim, se você der esse álcool à minha divisão, ela destruirá qualquer cidade. E seu foguete nem atingirá esta cidade! Quem precisa disso?
— Acadêmico B. E. Chertok
O design do "protótipo alemão" do R-1 foi criado ainda em condições de guerra e foi pouco refinado em termos de confiabilidade e precisão. O interesse pelo álcool combustível deveu-se em parte à escassez de produtos petrolíferos na Alemanha em guerra. Para um foguete V-2 tático (de acordo com as características de desempenho), era muito caro, complexo e impreciso. Seu uso em combate pela Alemanha foi em grande parte devido a razões ideológicas. No entanto, a cópia do modelo testado atual, o estudo de materiais, tecnologia de produção, métodos de teste e operação e a organização do trabalho de design tornaram mais fácil para a ciência e a indústria soviética atingir o nível atual de desenvolvimento e construção de combustível líquido. foguetes naquela época [11].
Entre 1949 e 1950 foram efetuados mais 30 lançamentos de certificação da segunda e terceira séries, e em Novembro de 1950, esse míssil foi posto em serviço. Em 1957, já haviam sido efetuados 296 testes de motores e 79 lançamentos de treinamento de combate a partir da base de Kapustin Yar. Contando 114 lançamentos, o último foi realizado em 13 de Setembro de 1964.

## Projetistas
O projeto do míssil R-1 foi baseado em reconstituições de desenhos e cálculos do projeto V-2, além de sugestões feitas pela equipe de cientistas e engenheiros alemães liderada por Helmut Gröttrup. Do lado Soviético, estes foram os principais responsáveis pelo projeto:
- Sergei Korolev - Gerente Geral e líder do projeto
- Valentin Glushko - Motor (RD-100)
- Nikolay Pilyugin - Sistema de Controle e orientação
- Vladimir Barmin - Plataforma de lançamento
- Viktor Ivanovich Kuznetsov - Controle Giroscópico

## Características
- Número de estágios:	1
- Altura: 14,6 m
- Diâmetro:	1,65 m
- Massa: 13.248 kg
- Combustível: LOX - Álcool etílico
- Velocidade: 1.465 m / s
- Alcance: 270 km
- Altitude máxima: 88 km em trajetória de longo alcance - 206 km se lançado verticalmente.
- Empuxo: 271,5 kN
- Precisão: 1,5 km
- Tipo de ogiva: Integrada, não nuclear, não separável, massa de 1 tonelada.
- Número de ogivas: 1
- Carga explosiva: 785 kg
- Sistema de controle: Inercial, autônomo
- Sistema de lançamento: de base fixa no solo

## Variantes
Além da versão padrão, foram desenvolvidas outras versões para desenvolvimento e melhoria de uso como míssil e também como foguetes de sondagem para pesquisas científicas:
- R-1A - Teste de ogivas separáveis e dois lançamentos verticais para pesquisas na alta atmosfera.
- R-1B e R-1V - Vários estudos científicos: raios cósmicos, radiação solar, carga útil biológica recuperável e recuperação de todo o míssil por paraquedas para reutilização.
- R-1D - Estudos da atmosfera, estudo de formatos aerodinâmicos, ventos nas camadas superiores da atmosfera, ionosfera e cargas úteis biológicas recuperáveis.
- R-1Ye - Estudos da atmosfera, espectro solar, aerodinâmica, ventos nas camadas superiores da atmosfera, ionosfera, camadas de ozônio, carga útil biológica recuperável e recuperação de todo o míssil por paraquedas para reutilização.

## Imagens
- ракеты Р-1
- Um R-1 sendo transportado por um trator
- Um R-1 sendo posicionado para lançamento
- Um R-1 sendo preparado para lançamento 1
- Um R-1 sendo preparado para lançamento 2
- Um motor RD-100 usado no R-1
- Um foguete R-1D
- Um foguete R-1E